# Lorry Ayers
Pour les articles homonymes, voir Lorry (homonymie).
Lorry Ayers est une actrice canadienne.

## Biographie
Elle est née à St. Catharines. Sa famille est d'origine anglaise, allemande et suisse, elle parle allemand. Jeune elle apprend la guitare acoustique et la dance. Sa sœur, Lisa Ayers, est photographe. Elle a grandi dans une ferme à Fonthill en Ontario. Elle a obtenu un bachelor. Elle déménage plus tard à Toronto pour apprendre la comédie. Elle débute au cinéma dans une série télé en 1997.

## Filmographie
- 1997 : Exhibit A: Secrets of Forensic Science
- 1998 : PSI Factor: Chronicles of the Paranormal
- 1998 : Scandalous Me: The Jacqueline Susann Story
- 1999 : Top of the Food Chain
- 1999 : Traders
- 2000 : Foreign Objects
- 2000 : Wind at My Back
- 2002 : Odyssey 5
- 2002 : Street Time (it)
- 2002 : Blue Murder
- 2004 : Mutant X
- 2004 : Queer as Folk
- 2004 : Kevin Hill
- 2005 : Swarmed
- 2006 : Silent Hill
- 2006 : Hollywoodland
- 2007 : The Jane Show
- 2007 : Til Death Do Us Part
- 2007 : Mayday
- 2007 : The Jon Dore Television Show
- 2007 : Little Mosque on the Prairie
- 2007 : Across the River to Motor City
- 2008 : Bull
- 2009 : Esther